# Irlandia na Letniej Uniwersjadzie 2009
Irlandię na Letniej Uniwersjadzie w Belgradzie reprezentowało 70 zawodników. Irlandia nie zdobyła żadnego medalu.
Sporty drużynowe w których Irlandia brała udział:
| Dyscyplina  | Mężczyźni | Kobiety |
| Koszykówka  |           |         |
| Piłka nożna | ✔         | ✔       |
| Piłka wodna |           |         |
| Siatkówka   |           |         |